# Madeleine Berthod
Madeleine Berthod, švicarska alpska smučarka, * 1. februar 1931, Château-d'Œx.
Svoj največji uspeh kariere je dosegla na  Olimpijskih igrah 1956, ko je postala olimpijska prvakinja v smuku, tekma je štela tudi za svetovno prvenstvo, in svetovna prvakinja v tedaj neolimpijski kombinaciji. Na Svetovnem prvenstvu 1954 je osvojila srebrni medalji v veleslalomu in kombinaciji. Leta 1956 je bila izbrana za švicarsko športnico leta.